# Xaenapta bakeri
Xaenapta bakeri är en skalbaggsart som beskrevs av Fisher 1925. Xaenapta bakeri ingår i släktet Xaenapta och familjen långhorningar. Inga underarter finns listade i Catalogue of Life.